# Sorbus caloneura
Sorbus caloneura är en rosväxtart som först beskrevs av Otto Stapf, och fick sitt nu gällande namn av Alfred Rehder. Sorbus caloneura ingår i släktet oxlar, och familjen rosväxter. Utöver nominatformen finns också underarten S. c. kwangtungensis.